# نظام الضمان التشاركي
نظم الضمان التشاركي (بالإنجليزية: Participatory Guarantee Systems، اختصارًا PGS)، هي «أنظمة ضمان جودة تركز محليًا. وهي تصادق على المنتجين بناءً على المشاركة النشطة لأصحاب المصلحة وهي مبنية على أساس الثقة والشبكات الاجتماعية وتبادل المعرفة». وهي تمثل بديلاً لشهادة طرف ثالث، تتكيف بشكل خاص مع الأسواق المحلية وسلاسل التوريد القصيرة. يمكنهم أيضًا استكمال شهادة الطرف الثالث بعلامة خاصة تجلب ضمانات وشفافية إضافية. تُمَكِّن البرامج العامة لمشاريع نظام الضمان التشاركي من المشاركة المباشرة للمنتجين والمستهلكين وأصحاب المصلحة الآخرين في:
- اختيار وتعريف المعايير
- تطوير وتنفيذ إجراءات إصدار الشهادات
- قرارات التصديق

يشار إلى أنظمة الضمان التشاركية أيضًا باسم «الشهادة التشاركية». 